# Patapscofloden
Patapscofloden är en 62,8 km lång flod i centrala Maryland som rinner ut i Chesapeake Bay. Flodens tidvattenparti bildar hamnen för staden Baltimore. Med sin södra gren bildar Patapsco den norra gränsen till Howard County, Maryland. Namnet "Patapsco" kommer från Algonquian pota-psk-ut, som översätts till "bakvatten" eller "tidvatten täckt med skum".